# Thelypteris achalensis
Thelypteris achalensis là một loài thực vật có mạch trong họ Thelypteridaceae. Loài này được (Hieron.) Abbiatti miêu tả khoa học đầu tiên năm 1964.